# Téhiri
Téhiri est une localité du centre-ouest de la Côte d'Ivoire et appartenant au département de Gagnoa, dans la région du Gôh (ex-Fromager). La localité de Téhiri est un chef-lieu de commune. 
Cette localité est située à 4 km de l'axe principal Ouragahio-Bayota et elle a pour villages voisins au sud Gbigbikou et au nord Balayo. Constituée à l'origine de 4 grands villages à savoir Gblako, Zoroglo, Lèbéko et Téhiri dont le village a hérité du nom ; à ce jour, il y a plus de 40 campements Baoulé affiliés à la localité.
La principale activité des populations est l'agriculture (cacao, hévéa, palmier à huile, café et riz). Le village est dirigé par un chef. L'actuel chef élu en 2004 se nomme Koudou Digbeu Paul.